# Mistrovství České republiky v rallye 2023

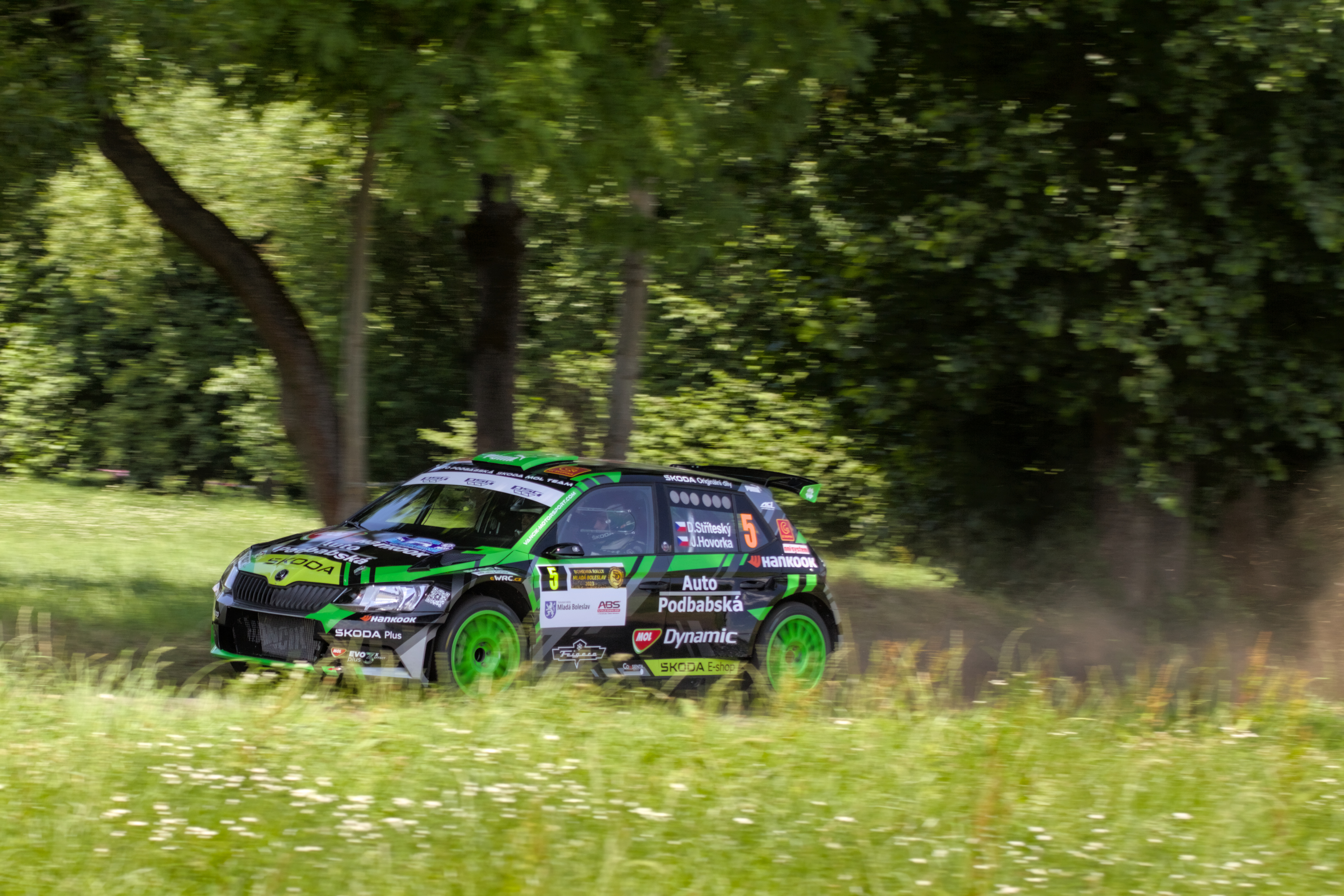
Dominik Stříteský zaznamenal první vítězství v absolutní klasifikaci

Mistrovství České republiky v rallye 2023 (PSG Mistrovství ČR v rally) zahrnovalo celkem sedm vypsaných podniků. Titul obhájil Jan Kopecký, který jako první v MČR usedl za volant Fabie RS Rally2.

## Kalendář
| Poř. | Datum                 | Název                                     | Město             |
| ---- | --------------------- | ----------------------------------------- | ----------------- |
| 1.   | 31. března - 2. dubna | 41. Kowax Valašská rally ValMez 2023      | Valašské Meziříčí |
| 2.   | 21.-23. dubna         | 57. Rallye Šumava Klatovy 2023            | Klatovy           |
| 3.   | 19-20. května         | 50. Rallye Český Krumlov 2023             | Český Krumlov     |
| 4.   | 16-17. června         | 18. Agrotec Petronas Rally Hustopeče 2023 | Hustopeče         |
| 5.   | 7.-9. července        | 50. Rally Bohemia 2023                    | Mladá Boleslav    |
| 6.   | 18-20. srpna          | 52. Barum Czech Rally Zlín 2023           | Zlín              |
| 7.   | 15.-17. září          | 44. Invelt Rally Pačejov 2023             | Horažďovice       |

## Týmy a jezdci

### Divize 1
| Konstruktér | Vůz                    | Tým                           | Třída  | Pneu              | Jezdec              | Spolujezdec           | Podniky   |
| ----------- | ---------------------- | ----------------------------- | ------ | ----------------- | ------------------- | --------------------- | --------- |
| Ford        | Ford Fiesta R5         | Kicker Racing Autoklub v A ČR | RC2    | P                 | Václav Kopáček      | Petr Picka            | 2         |
| Ford        | Ford Fiesta R5         | Shivamotoshop KTM             | RC2    | P                 | Ondřej Šimek        | Vítězslav Baďura      | 1-4       |
| Ford        | Ford Fiesta R5         | Workoutland ACCR Czech Team   | RC2    | H                 | Karel Trněný        | Václav Pritzl         | 2, 4      |
| Ford        | Ford Fiesta Rally2     | Zedník Petr                   | RC2    | Y                 | Petr Zedník         | Olga Zedníková        | 1, 4, 6   |
| Ford        | Ford Fiesta Rally3     | Duck Racing Autoklub v A ČR   | RC3    | P                 | Filip Kohn          | Tomáš Střeska         | 5         |
| Ford        | Ford Fiesta Rally3     | Semerád Petr                  | RC3    | Y                 | Petr Semerád        | Jiří Neubauer         | 7         |
| Hyundai     | Hyundai i20 N Rally2   | Evrofin Racing                | RC2    | M                 | Jan Černý           | Petr Černohorský      | 1         |
| Hyundai     | Hyundai i20 R5         | Kowax Racing                  | RC2    | M                 | Martin Vlček        | Jakub Kunst           | 1-7       |
| Opel        | Opel Corsa Rally4      | Jantar Team                   | RC4 I  | H                 | Kryštof Zpěvák      | Jakub Navrátil        | 1         |
| Opel        | Opel Corsa Rally4      | Surovič Peter                 | RC4 I  |                   | Peter Surovič       | Jiří Růžička          | 6         |
| Peugeot     | Peugeot 208 R2         | Číž Miroslav                  | RC4 II | M                 | Miroslav Číž        | Jiří Kalkus           | 3         |
| Peugeot     | Peugeot 208 R2         | Číž Miroslav                  | RC4 II | M                 | Miroslav Číž        | Jaroslav Novák        | 5-7       |
| Peugeot     | Peugeot 208 R2         | Talaš Racing                  | RC4 II | M                 | Jakub Talaš         | Pavel Polák           | 2         |
| Peugeot     | Peugeot 208 Rally4     | ACCR Ralex-Sport              | RC4 I  | P                 | David Štefan        | Ondřej Vichtora       | 1, 3, 5-6 |
| Peugeot     | Peugeot 208 Rally4     | Dohnal René                   | RC4 I  | P                 | René Dohnal         | Roman Švec            | 1, 3      |
| Peugeot     | Peugeot 208 Rally4     | Tarabus Jaromír               | RC4 I  | H                 | Jaromír Tarabus     | Daniel Trunkát        | 6         |
| Porsche     | Porsche 997 GT3        | Nešetřil Petr                 | RGT    |                   | Petr Nešetřil       | Jiří Černoch          | 3         |
| Renault     | Renault Clio R3T       | AMK Pačejov v A ČR            | RC4 I  |                   | Václav Stejskal Jr. | Stanislav Viktora Jr. | 7         |
| Renault     | Renault Clio Rally4    | City Taxi Racing              | RC4 I  | H                 | Ján Kundlák         | Peter Baran           | 2-3, 7    |
| Renault     | Renault Clio Rally4    | Talaš Racing                  | RC4 I  | P                 | Dominik Novotný     | Tomáš Brůžek          | 3, 5, 7   |
| Renault     | Renault Clio Rally5    | AMK Pačejov v AČR             | RC5    |                   | Václav Stejskal sr. | David Haumer          | 7         |
| Renault     | Renault Clio Rally5    | Brynda Racing                 | RC5    | P                 | Marek Lacika        | Tomáš Šmíd            | 5         |
| Renault     | Renault Clio Rally5    | Končal Martin                 | RC5    |                   | Martin Končal       | František Končal      | 2, 7      |
| Renault     | Renault Clio Rally5    | Rentor Motorsport             | RC5    |                   | Josef Navrátil      | Zdeněk Omelka         | 1-5       |
| Renault     | Renault Clio Rally5    | Rentor Motorsport             | RC5    | Daniel Hamšík jr. | Josef Navrátil      | 6-7                   |           |
| Renault     | Renault Clio Rally5    | Večerka Tomáš                 | RC5    | H                 | Tomáš Večerka       | Michal Cibulka        | 4         |
| Škoda       | Škoda Fabia R5         | Auto Podbabská Škoda Mol Team | RC2    | H                 | Dominik Stříteský   | Jiří Hovorka          | 1-7       |
| Škoda       | Škoda Fabia R5         | Auto Rallye Klub Plzeň v AČR  | RC2    | P                 | Viktor Szabó        | Vladimír Tichý        | 2         |
| Škoda       | Škoda Fabia R5         | Duck Racing Autoklub v AČR    | RC2    | P                 | Dominik Brož        | Petr Těšínský         | 5         |
| Škoda       | Škoda Fabia R5         | Jírovec Jakub                 | RC2    | P                 | Jakub Jírovec       | Petr Jindra Jr.       | 3-4, 6    |
| Škoda       | Škoda Fabia R5         | Kontakt Škoda Team            | RC2    | M                 | Věroslav Cvrček Jr. | Tomáš Prokorát        | 1-7       |
| Škoda       | Škoda Fabia R5         | Nwelati Dominik               | RC2    | M                 | Dominik Nwelati     | Jiří Stross           | 7         |
| Škoda       | Škoda Fabia R5         | Praga Automotive              | RC2    | M                 | Aleš Jirásek        | Petr Machů            | 1-7       |
| Škoda       | Škoda Fabia R5         | Samohýl Škoda Team            | RC2    | M                 | Adam Březík         | Ondřej Krajča         | 1-5       |
| Škoda       | Škoda Fabia R5         | Soldát David                  | RC2    | M                 | David Soldát        | Jan Winzig            | 2-5, 7    |
| Škoda       | Škoda Fabia R5         | Trnovec Petr                  | RC2    | M                 | Petr Trnovec        | Miroslav Staněk       | 1, 6      |
| Škoda       | Škoda Fabia R5         | Trojan Karel                  | RC2    | P                 | Karel Trojan        | Zdeněk Jůrka          | 1, 3      |
| Škoda       | Škoda Fabia R5         | Trojan Karel                  | RC2    | P                 | Karel Trojan        | Petr Chlup            | 2, 4-5    |
| Škoda       | Škoda Fabia Rally2 Evo | ACCR Entry Engeneering        | RC2    | P                 | Filip Mareš         | Radovan Bucha         | 1-2, 6    |
| Škoda       | Škoda Fabia Rally2 Evo | Multi-s Racing                | RC2    | H                 | Jiří Hanák          | Michal Večerka        | 4         |
| Škoda       | Škoda Fabia Rally2 Evo | Rentor Motorsport             | RC2    | M                 | Marek Vlček         | Tomáš Plachý          | 1, 3, 5   |
| Škoda       | Škoda Fabia Rally2 Evo | Samohýl Škoda Team            | RC2    | M                 | Adam Březík         | Ondřej Krajča         | 6         |
| Škoda       | Škoda Fabia Rally2 Evo | Top Trans Highway             | RC2    | M                 | David Tomek         | Roman Švec            | 2, 5, 7   |
| Škoda       | Škoda Fabia Rally2 Evo | Top Trans Highway             | RC2    | M                 | David Tomek         | Marek Zeman           | 3-4       |
| Škoda       | Škoda Fabia RS Rally2  | Agrotec Škoda Rally Team      | RC2    | M                 | Jan Kopecký         | Jan Hloušek           | 1-7       |
| Škoda       | Škoda Fabia RS Rally2  | Kurka Tomáš                   | RC2    | P                 | Tomáš Kurka         | Karel Vajík           | 4         |
| Škoda       | Škoda Fabia RS Rally2  | Kurka Tomáš                   | RC2    | H                 | Tomáš Kurka         | Karel Vajík           | 6-7       |
| Škoda       | Škoda Fabia RS Rally2  | Yacco ACCR Team               | RC2    | M                 | Erik Cais           | Igor Bacigál          | 6         |

## Výsledky

### Klasifikace jezdců
Pořadí v první desítce absolutní klasifikace:
| Poř. | Jezdec            | VAL    | ŠUM   | KRU   | HUS    | BOH   | BAR     | PAČ   | Body  |
| ---- | ----------------- | ------ | ----- | ----- | ------ | ----- | ------- | ----- | ----- |
| 1.   | Jan Kopecký       | 3. 48  | 2. 60 | 1. 60 | 2. 60  | 2. 51 | 2. 85,5 | 2. 60 | 325,5 |
| 2.   | Dominik Stříteský | 31. 10 | 3. 46 | R 12  | 3. 46  | 1. 57 | 5. 49,5 | 3. 48 | 246,5 |
| 3.   | Adam Březík       | 5. 31  | 4. 39 | R 10  | 4. 43  | 3. 41 | 3. 66   | -     | 220   |
| 4.   | Věroslav Cvrček   | 4. 35  | 6. 26 | 3. 39 | 5. 33  | 4. 33 | 7. 37,5 | 4. 41 | 185,5 |
| 5.   | Aleš Jirásek      | 8. 18  | R 5   | 2. 41 | 6. 30  | 5. 31 | 8. 30   | 5. 35 | 167   |
| 6.   | Martin Vlček      | 6. 28  | 7. 25 | 4. 31 | 7. 26  | 6. 25 | R 6     | 6. 29 | 139   |
| 7.   | Filip Mareš       | 2. 60  | R 12  | -     | -      | -     | 4. 61,5 | -     | 133,5 |
| 8.   | David Soldát      | -      | 9. 17 | 6. 24 | 10. 13 | 7. 20 | -       | 7. 24 | 98    |
| 9.   | Karel Trojan      | 7. 22  | 8. 19 | 5. 28 | 15. 5  | 10. 8 | -       | -     | 82    |
| 10.  | Jakub Jírovec     | 11. 8  | 14. 3 | 13. 6 | 11. 11 | R     | 9. 22,5 | 8. 22 | 69,5  |